# فیلیپ دوم، دوک بورگوندی
فیلیپ دوم مشهور به فیلیپ جسور (انگلیسی: Philip the Bold؛ ۱۷ ژانویه ۱۳۴۲ – ۲۷ آوریل ۱۴۰۴ (سن ۶۲)، چهارمین پسر ژان دوم، پادشاه فرانسه و دوک بورگوندی و کنت فلاندر در قرن ۱۴ و ۱۵ میلادی بود.